# Pexopsis
Pexopsis – rodzaj muchówek z rodziny rączycowatych (Tachinidae).

## Wybrane gatunki
- P. aprica (Meigen, 1824)[1][2]
- P. aurea Sun & Chao, 1993[1]
- P. buccalis Mesnil, 1951[1]
- P. capitata Mesnil, 1951[1]
- P. clauseni (Aldrich, 1932)[1]
- P. dongchuanensis Sun & Chao, 1993[1]
- P. flavipsis Sun & Chao, 1993[1]
- P. kyushuensis Shima, 1968[1]
- P. orientalis Sun & Chao, 1993[1]
- P. pollinis Sun & Chao, 1993[1]
- P. rasa Mesnil, 1970[1]
- P. shanghaiensis Sun & Chao, 1993[1]
- P. shanxiensis Sun & Chao, 1993[1]
- P. trichifacialis Sun & Chao, 1993[1]
- P. yakushimana Shima, 1968[1]
- P. zhangi Sun & Chao, 1993[1]